# Austral
Austral – jednostka monetarna Argentyny obowiązująca tam od 15 czerwca 1985 do końca 1991, kod ISO 4217 – ARA. Symbolem tej waluty była wielka litera „A” z podwójnym poziomym przekreśleniem.
Zastąpił dawne argentyńskie peso, przy czym 1 australa wydawano w zamian za 1000 peso. 1 austral dzielił się na 100 centavo, wydano monety o wartościach ½, 1, 5, 10 i 50 centavo. Monetę pół centavo emitowano tylko w ciągu roku 1985, później ze względu na niską jej wartość wyszła z obiegu.
W 1985 i 1986 wyemitowano banknoty o nominałach 1, 5, 10, 50 i 100 ARA, w 1988 - 500 i 1000 ARA. 
Wysoka inflacja w Argentynie zmusiła bank centralny tego kraju do emitowania kolejnych coraz wyższych nominałów australa (pojawiły się jeszcze banknoty o nominałach od pięciu tysięcy do pięciuset tysięcy australi), a już po sześciu latach od wprowadzenia tej waluty – do kolejnej wymiany pieniędzy. Od 1 stycznia 1992 austral zastąpiony został przez nowe argentyńskie peso, w proporcji 10000 australi za 1 peso.